# Sun Ra
(Sun Ra)
Sun Ra, nato come Herman Poole Blount, dal 1952 Le Sony'r Ra (Birmingham, 22 maggio 1914 – Birmingham, 30 maggio 1993), è stato un pianista, compositore, poeta e filosofo statunitense, fra le figure più controverse del jazz moderno, conosciuto per la sua "filosofia cosmica" e per le sue teorie sull'universo e sulla sua stessa vita.
Figura eccentrica ed enigmatica, per molto tempo le notizie sulla sua vita furono frammentarie e contraddittorie, in quanto lui stesso ha affermato di non essere originario di un luogo sulla terra ma di appartenere alla "razza degli angeli" e di provenire da Saturno. La sua filosofia era incentrata sulla pace universale ed è stata denominata "afrofuturismo", in quanto sosteneva la provenienza della gente afro-americana da un altro mondo e conteneva concetti tratti da diverse correnti di pensiero (rosacrocianesimo, pensiero cabalistico, religione egizia e liberazionismo afro-americano). Il suo stesso nome è composto da "sun" (sole in inglese) e "Ra" (il dio egizio del Sole). Durante la sua vita ebbe però anche diversi altri nomi, fra i quali Le Sonra e Sonny Lee.
Molte delle innovazioni di Sun Ra restano importanti e significative ancora oggi. Ra fu uno dei primi jazzisti ad usare due contrabbassi, ad impiegare il basso elettrico e il sintetizzatore, a suonare le tastiere elettroniche, a fare un uso esteso delle percussioni e della poliritmia, a esplorare la musica modale e fu un vero pioniere dell'improvvisazione free-form sia come solista che come band leader. Inoltre, egli lasciò la propria impronta nella cultura popolare: proclamò le origini africane della musica jazz, riaffermò l'orgoglio di essere nero e ristabilì la dimensione mistica e spirituale della musica, tutti fattori importanti nella rinascita culturale e politica della comunità afroamericana negli anni sessanta.

## Biografia
Secondo fonti biografiche nacque a Birmingham in Alabama nel 1914 e fin da adolescente mostrò una sensibilità musicale. Influenzato dalle musiche di Duke Ellington e di Fats Waller e dallo stile stride, il giovane "Sonny" (come era soprannominato dalla famiglia) dopo aver frequentato le scuole nel suo Stato, cominciò una carriera semi-professionale a partire dal 1934. Le difficoltà relative alla sua scelta di mantenere una grossa orchestra nello stile di Ellington e Fletcher Henderson, furono affrontate da Ra producendo la propria musica (fondò la sua propria etichetta discografica personale El Saturn Research) ed organizzando le proprie attività concertistiche. La strada della produzione indipendente, accanto a molte altre caratteristiche dello stile musicale e spettacolare di Ra, come l'uso di costumi, testi e danza e dell'improvvisazione collettiva nell'organizzazione degli eventi, che divengono sempre più importanti dagli anni sessanta in poi, fanno di lui un precursore per gli orientamenti di musicisti che si riconoscevano in concetti quali "free jazz", "new thing", "great black music".
Per tutti gli anni settanta e ottanta, pur essendo un artista di nicchia, continuò a suonare spostandosi da arrangiamenti completamente free-jazz al revival ellingtoniano al bop, collaborando con artisti come Philly Joe Jones, Richard Davis, Jack DeJohnette, Lester Bowie, Don Cherry, John Cage, Archie Shepp, Pharoah Sanders, Clifford Jarvis e molti altri. Sebbene affetto da problemi circolatori continuò ad esibirsi fino agli anni novanta, aprendo anche alcuni concerti del gruppo newyorchese Sonic Youth. Colpito da diversi infarti, si spense nel 1993 ormai immobilizzato a letto ed incapace di parlare.

### "Viaggio" a Saturno
Le difficoltà finanziarie e il crescente senso di isolamento del giovane Sun Ra sono ritenute da alcuni le ragioni per le quali egli lasciò il college senza terminare gli studi anche se era uno studente molto promettente. Lui, invece, asserì di aver avuto un'esperienza extraterrestre che condizionò tutto il suo futuro. Fu nel 1936 che ebbe il suo primo contatto con gli UFO, come da sua testimonianza, sebbene i suoi collaboratori degli anni cinquanta non riescano a ricordare alcunché di questa sua esperienza prima del 1952. Sun Ra la descrisse così:
Dopo aver abbandonato la scuola, Blount divenne presto conosciuto come il musicista più eccentrico e maniacale di tutta Birmingham. Dormiva di rado, citando l'esempio di Thomas Edison, Leonardo da Vinci, e Napoleone come esempi illustri di insonni celebri. Trasformò il primo piano di casa sua in una specie di conservatorio-laboratorio, dove scriveva canzoni, trascriveva arrangiamenti e registrazioni, incideva con svariati giovani musicisti, e discuteva concetti biblici ed esoterici con chiunque fosse interessato.
Fu in questo periodo che nacque la "Sonny Blount Orchestra", band disciplinata in grado di suonare in una grande varietà di stili musicali differenti.

### Obiezione di coscienza
Nell'ottobre 1942 Blount ricevette la cartolina di chiamata alle armi con l'ordine di presentarsi per l'arruolamento nell'esercito statunitense al fine di combattere nella seconda guerra mondiale. Egli si dichiarò subito obiettore di coscienza, citando le sue motivazioni religiose come cristiano contrario ad ogni forma di violenza e i suoi costanti problemi di salute come ragioni dell'impossibilità di rispondere alla chiamata di leva. La sua richiesta di congedo venne respinta dalla commissione locale di prima istanza, e nel suo appello alla sentenza, Blount scrisse che la sua richiesta non era stata seriamente presa in esame perché proveniva da un nero. I suoi famigliari rimasero molto imbarazzati dal rifiuto di Sonny di entrare nell'esercito e non sostennero la sua causa. Sebbene destinato al servizio civile alternativo da svolgersi in Pennsylvania, egli non si presentò mai in loco e venne arrestato ed incarcerato nella prigione di Jasper in Alabama come renitente alla leva.
Nel gennaio 1943 Sonny Blount scrisse una lettera alla commissione governativa locale affermando di aver avuto un grosso esaurimento nervoso a causa della forzata prigionia, di provare impulsi suicidi, di non poter vivere senza musica, e di essere terrorizzato dalla possibilità di subire violenze sessuali da parte degli altri detenuti. Rilasciato dal carcere nel febbraio seguente, venne scortato nel campo in Pennsylvania dove avrebbe dovuto prestare servizio civile. Dopo essere stato esaminato dagli psichiatri del campo, venne dichiarato "personalità psicopatica" anche se altamente "erudito ed intelligente", e quindi congedato a tempo indeterminato.
Nel marzo 1943, Blount fece ritorno a Birmingham profondamente segnato dall'esperienza carceraria. Lì formò una nuova band e riprese a suonare professionalmente. Quando la sua amata prozia Ida morì nel 1945, egli non vide più ragione alcuna di rimanere a Birmingham. Sciolta la band, si trasferì a Chicago dove le possibilità di diventare un musicista jazz professionista erano molto maggiori.

## Arkestra

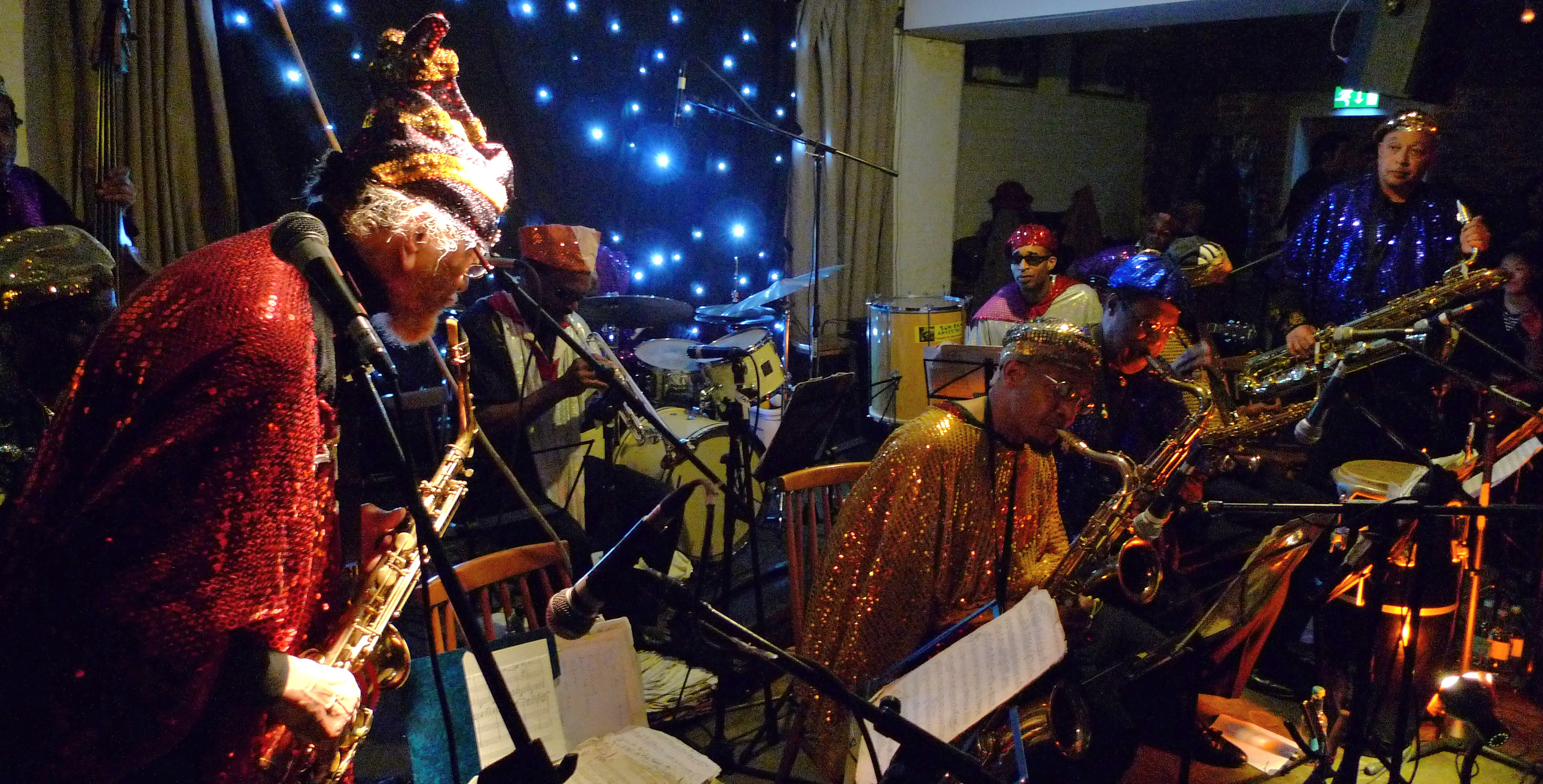
L'Arkestra

Dopo essersi spostato nel 1946 a Chicago, lavorò in un primo tempo con il cantante blues Wynonie Harris, in seguito con l'ormai decaduto Fletcher Henderson (che pur tuttavia era uno degli idoli di Sun Ra) e poi in un trio (1948) con Coleman Hawkins e Stuff Smith. Fu nel 1952 che cambiò definitivamente il suo nome legale in Le Sony'r Ra e cominciò a usare il suo pseudonimo di Sun Ra, organizzando un gruppo tutto suo di cui facevano parte artisti emergenti come James Spaulding, che in seguito sarebbe diventato famoso al fianco di Freddie Hubbard. Questo gruppo prese il nome di Arkestra e, a partire dalla fine degli anni cinquanta, cominciò ad avere anche un particolare modo di presentarsi, facendo uso di vestiti che rassomigliavano a quelli degli antichi egizi. L'organico dell'Arkestra non fu mai stabile, così come non lo fu il suo nome che cambiò diverse volte in Solar Arkestra, Myth Science Arkestra, Astro Infinity Arkestra, ecc. Il nome alludeva alla barca del dio egizio Ra, la sua barca solare, e all'Arca dell'Alleanza di biblica memoria. Circa il nome scelto per la sua band, Sun Ra enigmaticamente spiegò: 
(Sun Ra)

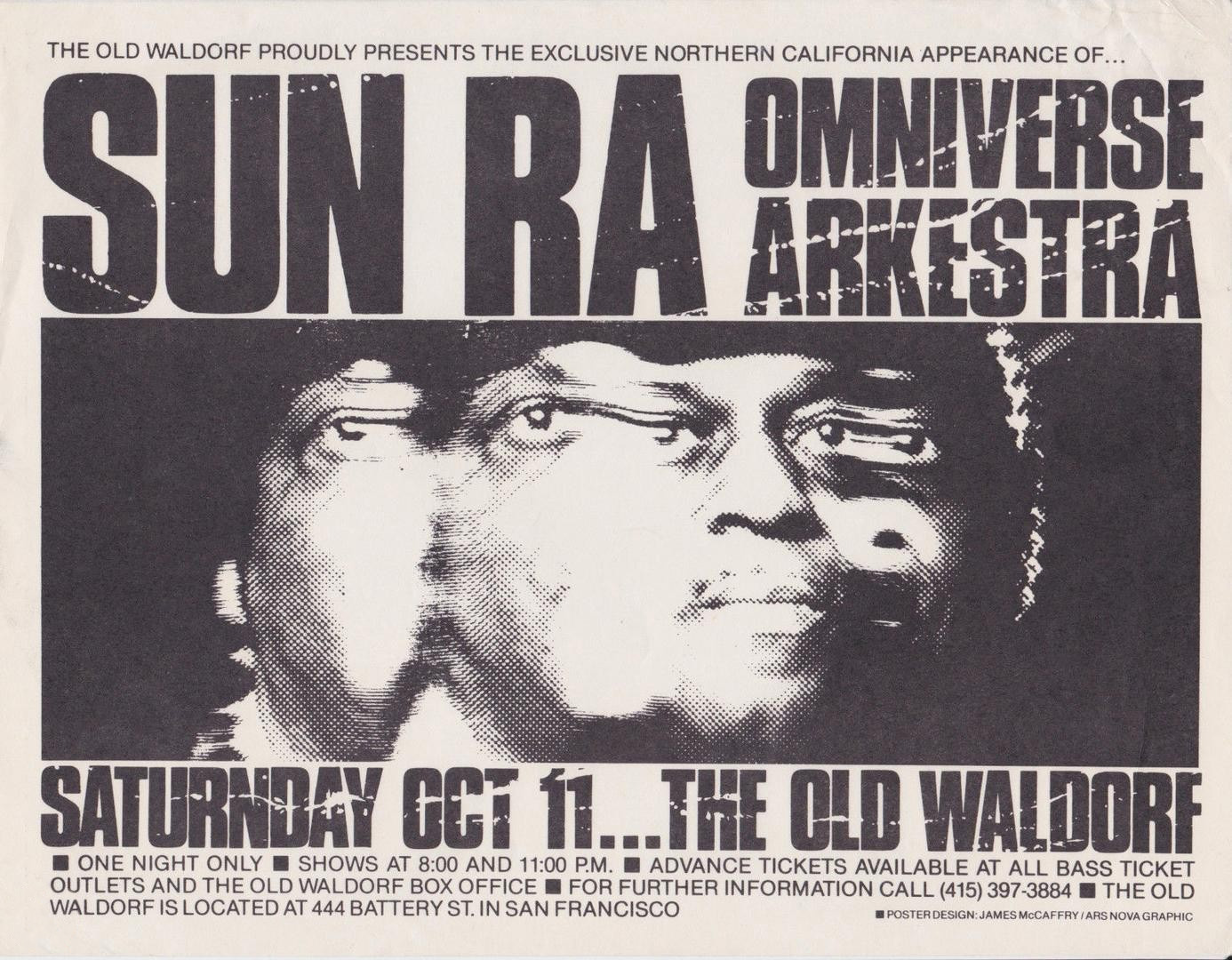
Poster promozionale per un concerto di Sun Ra e della sua band, la Omniverse Arkestra, dell'11 ottobre 1980, all'Old Waldorf di San Francisco. Il design psichedelico è basato su una fotografia del 1973 di Sun Ra.

Per tutti gli anni sessanta l'Arkestra si evolse in un gruppo che comprendeva 30-40 artisti, compresi ballerini, mangiatori di fuoco e, ovviamente, musicisti. 
Nel 1962 Sun Ra stabilì il quartier generale della Arkestra al numero 48 della Terza Strada Est nell'East Village a New York in un palazzo che divenne poi noto come "Sun Palace" e ben presto si trasformò in una sorta di comune hippie ante litteram dove risiedevano tutti i membri dell'Arkestra, poeti, artisti, intellettuali, ed eccentrici di ogni tipo.
Nell'epoca del fenomeno hippie e della psichedelia molti musicisti, fra i quali anche i Grateful Dead, rimasero sbalorditi e vennero anche influenzati dalle sonorità mistiche dell'Arkestra e di Sun Ra.
Nel 1971 Sun Ra tenne un corso presso l'Università della California a Berkeley, trasmettendo insegnamenti che provenivano da diverse correnti filosofiche: vi erano presenti scritti di Madame Blavatsky, Henry Dumas, dal Libro dei morti e su argomenti quali i geroglifici egizi e il folklore afro-americano.
Alla fine del 1979 a New York City, Sun Ra e l'Arkestra suonarono come gruppo principale dello Squat Theatre sulla Ventitreesima strada, noto per le performance di un gruppo teatrale d'avanguardia ungherese che lì aveva sede. Janos, il loro manager, trasformò il teatro in un nightclub mentre la maggior parte della troupe era in tournée in Europa. Tra i frequentatori abituali del locale c'erano Debbie Harry, John Cale e Nico dei Velvet Underground, John Lurie, ed altri artisti.

### Musicisti
Sicuramente dozzine di musicisti, forse anche centinaia, passarono tra le file della band di Sun Ra attraverso gli anni. Alcuni rimasero in pianta stabile con lui per decenni, mentre altri si limitarono solo a qualche concerto o registrazione in studio.
Sun Ra era personalmente responsabile per la stragrande maggioranza dei costanti cambiamenti in atto nella formazione dell'Arkestra. Secondo quanto riferito dal contrabbassista Jiunie Booth, egli stesso membro dell'Arkestra, Sun Ra non si confrontava direttamente con i musicisti le cui performance lo avevano lasciato insoddisfatto. Al contrario, quando erano in tournée Sun Ra semplicemente riuniva tutti i membri della band (ad eccezione dell'interessato) e lasciava la città, abbandonando lì il musicista licenziato e sbigottito.
La seguente lista è un parziale elenco di musicisti che hanno suonato o collaborato con Sun Ra e/o l'Arkestra:
- Yahya Abdul-Majid, sax tenore (1980-oggi)
- Luqman Ali, batteria
- Marshall Allen, sax alto, flauto, oboe (1957–oggi)
- Ronnie Boykins, contrabbasso (1957–1974)
- Arthur "Jiunie" Booth, contrabbasso
- Darryl Brown, batteria (1970–1972)
- Owen "Fiidla" Brown, violino, danza, voce (1987–anni novanta e successive sporadiche apparizioni)
- Tony Bunn, basso (1976)
- Francisco Mora Catlett, batteria (1973–1980)
- Don Cherry, tromba (1983–1990)
- Damon Choice, vibrafono (fine sessanta–anni novanta)
- Phil Cohran, tromba (1959–1961)
- Danny Davis, sax alto, flauto (1962–1977, 1985)
- Joey DeStefano, sax alto (1968–1969)
- Arthur Doyle, sax
- Bruce Edwards chitarra archtop (1983–1993,)
- Eddie Gale, tromba (anni sessanta)
- John Gilmore, sax tenore, clarinetto basso (1954–1964, 1965–1995)
- Tommy "Bugs" Hunter, batteria, tecnico del suono

- James Jacson, fagotto, oboe, flauto, "antica batteria egizia dell'infinito"
- Clifford Jarvis, batteria, (1961–76, 1983)
- Donald Jones, batteria (1973–1974)
- Wayne Kramer, chitarra (2006)[7]
- Eloe Omoe, clarinetto basso
- John Ore, contrabbasso
- Taylor Richardson, chitarra (1979–1983)
- Pat Patrick, sax baritono, sax alto, clarinetto, flauto (1950–1959, 1961–1977, 1985–1988)
- Julian Priester, trombone (1955–1956, anni ottanta–novanta)
- Rollo Radford, basso
- Buster Smith, batteria
- Marvin Bugalu Smith, batteria
- Michael Ray, tromba (1978–oggi)
- Pharoah Sanders, sax (1964–1965)
- Bill Sebastian, "comunicazione visuale dallo spazio profondo" (1978–1980)
- Talvin Singh, tabla[8]
- Alan Silva, contrabbasso, violoncello, violino (inizio anni settanta)
- June Tyson, cantante, violino
- India Cooke, violino (anni novanta)

## Stile musicale
Influenzato fin da giovane dalla musica dell'era swing, nelle sue composizioni si sentono gli echi di artisti come Duke Ellington, Count Basie e Ahmad Jamal, ritmi e armonie che si avvicinano a volte al boogie woogie, per avvicinarsi paradossalmente alla musica dell'ultimo John Coltrane e ai fraseggi bruschi e sfuggenti di Thelonious Monk. Sun Ra fu influenzato anche dalla musica classica, definendo come suoi compositori preferiti Fryderyk Chopin, Rachmaninov, Schönberg e Shostakovich. Fu un pioniere delle nuove sonorità dovute alla musica elettrica, sperimentando, fra i primi, le potenzialità del sintetizzatore e delle tastiere elettroniche (come il Yamaha DX7 o l'italiano Eko Tiger) al posto del pianoforte: fu il primo a usare il Minimoog a partire dal 1969.
La particolarità della sua Arkestra (che è tuttora in attività, diretta dal sassofonista Marshall Allen) lo fece essere presente anche in due film: fra cui A Joyful Noise (1980) e Space Is the Place del 1974. Con quest'orchestra registrò più di 200 dischi, la maggior parte dei quali con l'etichetta da lui fondata, la Saturn. Sebbene sia ampiamente considerato uno dei primi musicisti ad aver diffuso il concetto di free jazz, egli stesso non amava definire la propria musica "free" (in quanto ogni singola nota andava invece attentamente ponderata), ma piuttosto come "P-H-R-E music" ("musica del sole").
La tecnica pianistica di Sun Ra toccava svariati stili: il boogie woogie, lo stride piano e il blues, per poi in seguito orientarsi verso strutture più complesse ed angolari nello stile di Thelonious Monk o ai brutali, attacchi percussivi alla Cecil Taylor.
Come suonatore di sintetizzatore e tastiera elettrica, Sun Ra si colloca sicuramente fra i pionieri di tali strumenti. A metà anni cinquanta, egli usava una gran varietà di tastiere elettriche, e quasi subito, iniziò ad esplorare le possibilità estreme di tali strumenti, in alcuni casi modificando egli stesso gli strumenti per produrre suoni inconsueti mai sentiti prima.
La musica prodotta da Sun Ra può essere sommariamente divisa in tre fasi, dedicate alle città nelle quali operò prevalentemente:

### Fase 1: Chicago
Trasferitosi da Birmingham a Chicago, nell'agosto 1946 Blount ottenne un ingaggio al Club DeLisa come pianista dell'orchestra di Fletcher Henderson. Henderson era uno dei "grandi del jazz", ma la sua carriera era ormai in declino da tempo in larga parte a causa della sua inaffidabilità. Henderson assunse Blount in qualità di pianista ed arrangiatore, come sostituto di Marl Young. Nel 1948 Blount si esibì per breve tempo in trio con il sassofonista Coleman Hawkins e il violinista Stuff Smith, entrambi celebri musicisti dell'era dello swing. Non esistono incisioni esistenti del trio, ma alcune registrazioni casalinghe amatoriali di Blount e Smith risalenti al 1953 apparvero in seguito. Nel 1952 Blount cambiò definitivamente il suo nome in Le Sony'r Ra, cominciando a farsi chiamare Sun Ra, organizzando un gruppo tutto suo con artisti emergenti.
Negli anni cinquanta la musica di Sun Ra evolse dallo swing delle big band al "jazz cosmico" con riferimenti spaziali con il quale Ra è maggiormente associato. Alcuni critici musicali e gli storici del jazz affermano che egli registrò i suoi migliori lavori durante questo periodo, producendo anche la sua musica più accessibile. La musica di Sun Ra di quest'epoca possiede spesso arrangiamenti leggeri e reminiscenze di Duke Ellington, Count Basie, ed altri importanti ensemble orchestrali. Tuttavia, sono presenti forti tracce di stili successivi allo swing come il bebop, l'hard bop, e il jazz modale, unitamente a tocchi esotici di sperimentalismo che avrebbero dominato la sua produzione successiva. Notevoli album di Sun Ra degli anni cinquanta includono Sun Ra Visits Planet Earth, Interstellar Low Ways, Super-Sonic Jazz, We Travel the Space Ways, The Nubians of Plutonia e Jazz in Silhouette.

### Fase 2: New York
Dopo il trasferimento a New York, Sun Ra e la sua orchestra si immersero ancora di più nello sperimentalismo che avevano solo iniziato ad esplorare a Chicago. La musica era spesso suonata in maniera estremamente rumorosa e l'Arkestra acquisì altri percussionisti per produrre un suono più fragoroso. Le incisioni dell'epoca iniziarono a far uso di nuove tecnologie come l'esteso utilizzo del montaggio audio per assemblare insieme diversi spezzoni provenienti da diverse registrazioni. Sia in studio che dal vivo l'Arkestra eseguiva passaggi caratterizzati da strumenti inconsueti e da esecuzioni collettive in stile free jazz.
Fu in questo periodo che Sun Ra iniziò a dirigere la band facendo uso delle mani e del linguaggio del corpo, come una sorta di direttore d'orchestra classico ma senza l'uso della bacchetta. Parallelamente all'accrescimento della complessità dell'offerta musicale proposta, anche la componente visuale acquista una preponderanza sempre più accentuata nelle esibizioni dell'Arkestra. I musicisti e lo stesso Sun Ra, già fin dall'ultimo periodo a Chicago, avevano progressivamente modificato drasticamente il proprio abbigliamento, passando da consueti smoking e completi da big band a pittoreschi e coloratissimi costumi pseudo-egizi con tanto di turbanti, tuniche, mantelli, ecc. Inoltre fanno la loro comparsa ballerini, mangiatori di fuoco, e saltimbanchi vari accentuando la componente circense delle caotiche esibizioni dell'Arkestra.
Sebbene spesso associato ai pionieri dell'avant-garde jazz, Sun Ra non credeva che la sua musica andasse definita "free music", in quanto era attentamente scritta e pianificata.
Cercando di ampliare sempre più i propri orizzonti musicali, Sun Ra insisteva con i membri della sua band affinché diventassero tutti anche dei percussionisti oltre a saper suonare il proprio strumento di appartenenza; presagendo l'arrivo della world music cercò di introdurre strumenti etnici e di spingere i suoi musicisti a diventare polistrumentisti (per esempio i sassofonisti venivano spinti ad aggiungere anche il flauto, l'oboe, o il clarinetto al loro arsenale musicale). In questo periodo, Sun Ra fu uno dei primi a sperimentare con i sintetizzatori da poco inventati; e ricevette anche un prototipo di minimoog dall'inventore stesso dello strumento, Robert Moog.
I titoli discografici più rappresentativi del periodo in questione sono The Magic City, Cosmic Tones for Mental Therapy, When Sun Comes Out, The Heliocentric Worlds of Sun Ra, Volume Two, Atlantis, Secrets of the Sun e Other Planes of There.

### Fase 3: Filadelfia
Durante questa terza fase della sua carriera, iniziata negli anni settanta, Sun Ra e l'Arkestra si stabilizzarono su sonorità relativamente convenzionali, spesso incorporando standard swing, sebbene sia nei dischi che dal vivo persistevano atteggiamenti eclettici e sperimentali, e tipicamente prevedevano l'inclusione di un lungo pezzo semi-improvvisato in stile jam session. Sun Ra affermava esplicitamente di essere il portatore di una continuità nella storia del jazz, proponendo alcuni brani del jazz degli esordi in linea con la tradizione: «Cercano di imbrogliarvi, adesso vi insegno io qualcosa sul jazz, su tutto il jazz» disse, includendo composizioni di Fletcher Henderson e Jelly Roll Morton nelle esibizioni dell'Arkestra.
Negli anni settanta Sun Ra iniziò ad appassionarsi ai film di Walt Disney. Incorporò frammenti di temi musicali Disney nelle sue performance. A fine anni ottanta, l'Arkestra tenne un concerto al Walt Disney World. La versione dell'Arkestra di Pink Elephants on Parade è stata inclusa in Stay Awake, un album tributo alla musica dei film di Walt Disney prodotto da Hal Willner.
Nel 1971, Sun Ra effettuò una tournée in Egitto su invito del batterista Salah Ragab. Ritornò ancora in Egitto nel 1983 e 1984, per incidere insieme a Ragab. Registrazioni effettuate in Egitto sono state pubblicate nei dischi Live in Egypt, Nidhamu, Sun Ra Meets Salah Ragab, Egypt Strut e Horizon.
Album manifesto di questo tardo periodo di carriera è Space Is the Place del 1973.

## Filosofia

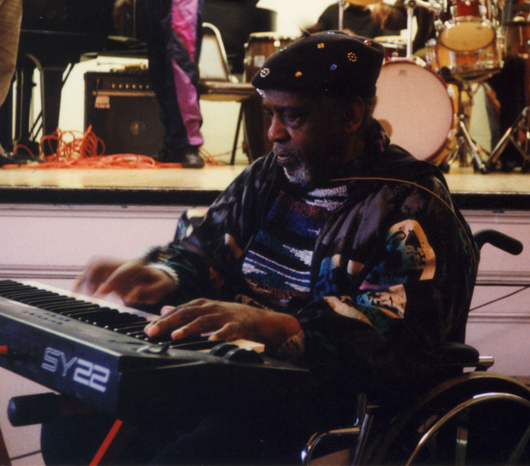
Sun Ra nel 1992

Il punto di vista "cosmico" di Sun Ra sulle vicende mondiali è stato spesso descritto come una sorta di filosofia, anche se egli rifiutava questa definizione, descrivendo invece, alla sua maniera, la sua visione del mondo come "un'equazione"; inoltre asseriva di come tutta la filosofia fosse basata su teorie e ragionamenti astratti, mentre invece il suo metodo era fondato sulla logica e il pragmatismo. Molti membri dell'Arkestra citarono gli insegnamenti di Sun Ra come fonte principale della loro devozione alla musica, musica che, essendo fortemente non commerciale, non avrebbe comunque garantito loro fama e denaro. I suoi dettami venivano raramente (se non mai) spiegati per intero; al contrario, venivano illustrati poco alla volta, concetto per concetto, nel corso degli anni, portando qualcuno a sospettare che la filosofia di Sun Ra fosse naif o composta da assurdità senza senso.
Sun Ra attingeva da svariate fonti per le sue teorie, come la Kabbalah, il rosacrocianesimo, lo spiritismo, la numerologia, la massoneria, e il nazionalismo nero. La filosofia di Sun Ra conteneva forti tracce di gnosticismo affermando che il dio di molte religioni monoteiste non era il Dio padre creatore, il Dio supremo, ma un'entità malvagia di minor potere. Sun Ra era molto critico nei confronti della Bibbia, sapendo quanto fosse stata usata come giustificazione per la schiavitù nei secoli. Egli spesso reinterpretava a suo modo alcuni passaggi della Bibbia nel tentativo di scorgervi significati nascosti.
Il membro dell'Arkestra James Jacson aveva studiato buddismo zen prima di unirsi a Sun Ra e identificò forti similitudini tra la filosofia zen e gli insegnamenti del musicista, come, per esempio, il rispondere in modo assurdo e senza senso alle domande postegli. Il batterista Art Jenkins ammise che i "nonsense" di Sun Ra potevano alle volte confonderlo per giorni per poi rivelarsi in tutta la loro chiarezza causando in lui profondi cambiamenti. Andrew Cyrille raccontò di quanto le esternazioni di Sun Ra fossero un misto di cose interessanti (che uno ci credesse o meno) e di assurdità da lui inventate. Alcune volte decisamente comiche o ridicole, altre volte, se si parlava di soldi, dannatamente serie e precise.
Sun Ra scrisse anche numerose poesie che esprimono i suoi concetti filosofici. Il più celebre esempio di uno dei suoi motti è: «Space is the Place!» ("lo spazio è il luogo").

## Sun Ra e la cultura afroamericana
Secondo il biografo di Sun Ra, John F. Szwed, il punto di vista di Sun Ra circa le persone di colore e la cultura nera "cambiò drasticamente" nel corso del tempo. Inizialmente, Sun Ra si identificava molto con la lotta per l'emancipazione degli afroamericani attraverso il movimento del black power, e vedeva la sua stessa musica come uno degli elementi chiave di questa rinascita. Ma quando il movimento del Black Power si radicalizzò sempre di più nel corso degli anni sessanta, Sun Ra espresse disillusione verso di esso. Negò qualsiasi sentimento di identità razziale, negando anche l'esistenza stessa delle razze in quanto tali. Nel 1970 disse:
(Sun Ra)

## Sun Ra nella cultura di massa
- Notoriamente George Clinton dei P-funk trasse ispirazione da Sun Ra. Nel 1979 Clinton dichiarò nel corso di un'intervista: "Yeah, Sun Ra è proprio fuori di testa... tanto quanto lo sono io!"[18]

- Gli MC5 di Detroit suonarono in un paio di concerti insieme a Sun Ra e rimasero molto influenzati dai suoi lavori. Una delle canzoni presenti sul loro album di debutto Kick Out the Jams, include una traccia chiamata Starship, basata su una poesia di Sun Ra.

- Sun Ra è stato introdotto nella Alabama Jazz Hall of Fame nel 1979.

- Nel 1995 la figura di Sun Ra si rivelò un fattore significativo nella fondazione dell'Association of Autonomous Astronauts.

- In Venus di Lady Gaga, la cantante cita il testo di una canzone di Sun Ra, Rocket Number Nine, canzone che ebbe una certa notorietà negli anni sessanta.

Lo studio di registrazione dei Residents si chiama "El Ralpho", il nome è una evidente presa in giro dello studio "El Saturno", quartier generale di Sun Ra.

## Discografia parziale
- 1956 - Jazz by Sun Ra (ristampato col titolo Sun Song) - Sun Ra and his Arkestra
- 1956 - Super-Sonic Jazz - Sun Ra and his Arkestra
- 1959 - Jazz in Silhouette - Sun Ra and his Arkestra
- 1959 - The Nubians of Plutonia - Sun Ra and his Myth Science Arkestra
- 1961 - The Futuristic Sounds of Sun Ra - Sun Ra and his Arkestra
- 1963 - Angels and Demons at Play - Sun Ra and his Myth Science Arkestra
- 1963 - When Sun Comes Out - Sun Ra and his Myth Science Arkestra
- 1965 - The Heliocentric Worlds of Sun Ra, Volume One - Sun Ra and his Solar Arkestra
- 1965 - Art Forms of Dimensions Tomorrow - Sun Ra and his Solar Arkestra
- 1965 - Fate in a Pleasant Mood - Sun Ra and his Myth Science Arkestra
- 1965 - Secrets of the Sun - Sun Ra and his Solar Arkestra
- 1965 - The Heliocentric Worlds of Sun Ra, Volume Two - Sun Ra and his Solar Arkestra
- 1966 - Sun Ra and his Solar Arkestra Visits Planet Earth - Sun Ra and his Solar Arkestra
- 1966 - Interstellar Low Ways - Sun Ra and His Myth Science Arkestra
- 1966 - Other Planes of There - Sun Ra and his Solar Arkestra
- 1966 - The Magic City - Sun Ra and his Solar Arkestra
- 1966 - When Angels Speak of Love - Sun Ra and his Myth Science Arkestra
- 1967 - We Travel the Space Ways - Sun Ra and his Myth Science Arkestra
- 1967 - Cosmic Tones for Mental Therapy - Sun Ra and his Myth Science Arkestra
- 1968 - Sound of Joy - Sun Ra and the Arkestra (registrato nel 1956)
- 1969 - Atlantis - Sun Ra and his Astro Infinity Arkestra
- 1970 - Holiday for Soul Dance - Sun Ra and his Intergalactic Arkestra
- 1970 - Nothing Is - Sun Ra
- 1970 - Sound Sun Pleasure!! - Sun Ra and his Astro Infinity Arkestra
- 1971 - Nidhamu - Sun Ra and his Astro Intergalactic Infinity Arkestra
- 1971 - Live in Egypt 1 - Sun Ra and his Astro Intergalactic Infinity Arkestra
- 1972 - Bad and Beautiful - Mr. Sun Ra and his Arkestra
- 1973 - Space Is the Place - Sun Ra and his Astro Intergalactic Infinity Arkestra
- 1973 - Concert for the Comet Kohoutek - Sun Ra
- 1973 - Deep Purple - Sun Ra and his Arkestra (featuring Stuff Smith al violino)
- 1974 - The Invisible Shield - Sun Ra and his Intergalactic Research Arkestra
- 1975 - What's New? - Sun Ra
- 1976 - Cosmos - Sun Ra
- 1976 - Strange Strings - Sun Ra and his Astro Infinity Orchestra
- 1978 - Lanquidity - Sun Ra
- 1978 - Disco 3000 - Sun Ra and his Arkestra
- 1982 - Strange Celestial Road - Sun Ra
- 1984 - Nuclear War - Sun Ra Arkestra
- 1984 - Cosmo Sun Connection - Sun Ra and his Arkestra
- 1986 - A Night in East Berlin - Sun Ra and his Cosmo Discipline Arkestra
- 1989 - Blue Delight - Sun Ra
- 1990 - Mayan Temples - Sun Ra and his Arkestra
- 1990 - Purple Night - Sun Ra
- 1991 - At the Village Vanguard - Sun Ra Sextet
- 1991 - Friendly Galaxy - Sun Ra Arkestra
- 1992 - Destination Unknown - Sun Ra & his Omniverse Arkestra
- 1993 - Space Is the Place - Sun Ra and his Astro Intergalactic Infinity Arkestra (postumo)
- 1993 - Somewhere Else (postumo)
- 2005 - The Heliocentric Worlds of Sun Ra, Volume Three - The Lost Tapes - Sun Ra and his Solar Arkestra (postumo)
- 2008 - Sun Ra - Untitled Recordings - Transparency 0309

## Filmografia
Sun Ra e la sua Arkestra sono stati il soggetto di alcuni documentari, dei quali il più celebre è Sun Ra: A Joyful Noise di Robert Mugge (1980). Il film interpone spezzoni di concerti e di sala d'incisione con il commento di Sun Ra circa vari argomenti. Space Is the Place (1974) è un lungometraggio interpretato da Sun Ra e la sua band. La colonna sonora, sempre di Sun Ra, è disponibile su CD ma non è da confondersi con l'omonimo album di Sun Ra del 1973. Il film segue le gesta di Sun Ra al suo ritorno a Chicago dopo svariati anni di viaggi spaziali con la sua Arkestra. Nel corso di un incontro con il "Sorvegliante" - una figura diabolica nel deserto - Sun Ra accetta di giocarsi a carte la possibilità di far "vincere" la comunità nera. Lo scopo di Sun Ra è quello di trasportare l'intera popolazione afroamericana su un nuovo pianeta scoperto nel corso dei suoi viaggi, sul quale egli spera essa possa finalmente prosperare. La missione dell'artista è "teletrasportare l'intero pianeta attraverso la musica", ma i suoi sforzi vengono spesso fraintesi dai suoi supposti seguaci.
Più recentemente, il film Sun Ra - Brother from Another Planet di Don Letts (2005) incorpora alcune scene girate all'epoca da Mugge, aggiungendo qualche intervista aggiuntiva.
Points On A Space Age (2009) è un altro documentario su Sun Ra, questa volta diretto da Ephrahaim Asili.

## Curiosità
- Inizialmente gran parte delle prime edizioni degli album di Sun Ra uscirono con copertine in bianco e nero disegnate da lui stesso per la sua etichetta personale El Saturn Records. A causa della scarsa forza distributiva della Saturn e della cronica irreperibilità dei titoli, molti di essi furono ristampati negli anni settanta dalla Impulse! Records, etichetta maggiormente professionale specializzata in dischi free jazz, con nuove copertine a colori ritenute più accattivanti. Le prime edizioni originali degli album targati Saturn, sono molto ricercate dai collezionisti ed hanno raggiunto elevate quotazioni di mercato.
- Nel 1966 Sun Ra ed alcuni membri dell'Arkestra parteciparono sotto falso nome all'incisione dell'album per bambini Batman and Robin. Il lavoro su commissione venne a loro procurato da Tom Wilson, già produttore di due album di Sun Ra (Sun Song e The Futuristic Sounds of Sun Ra).[19]